# عمر إيسلاس
عمر إيسلاس (بالإسبانية: Omar Islas) هو لاعب كرة قدم مكسيكي في مركز الهجوم، ولد في 13 أبريل 1996 في ناوكالبان دي خواريز في المكسيك. لعب مع نادي أونيفرسيداد ناسيونال.

## وصلات خارجية
- عمر إيسلاس على موقع قاعدة بيانات كرة القدم.إي يو (الإنجليزية)
- عمر إيسلاس على موقع Soccerway.com (الإنجليزية)
- عمر إيسلاس على موقع AS.com (الإسبانية)